# Адамич, Луис
Луис А́дамич (англ. Louis Adamic, словен. Alojz Adamič; 23 марта 1899 — 4 сентября 1951) — американский писатель и переводчик словенского происхождения.

## Биография
Адамич родился на территории современной Словении, в местечке Гросупле (тогда территория Австро-Венгрии). Будучи старшим сыном в крестьянской семье он не получил должного образования в городской школе. В 1909 году он поступил в общеобразовательную школу в Любляне.
На третьем году обучения он вступил в тайное общество, связанное с югославским националистическим движением, которое получило распространение в южно-славянских районах Австро-Венгрии. В ноябре 1913 года Адамич принял участие в демонстрации, был арестован и заключен в тюрьму, исключён из школы. Ему также было запрещено поступать в какие-либо высшие учебные заведения империи. Его определили в Люблянскую Иезуитскую школу, но он так и не начал посещать её. Позднее Адамич напишет: «Хватит с меня школы, я отправляюсь в Америку».
31 декабря 1913 года Адамич эмигрировал в США в возрасте 14 лет. Сперва он обосновался в хорватской коммуне недалеко от города Сан-Педро в Калифорнии. В 1918 году он получил гражданство. Поначалу он был рабочим, затем поступил на службу в cловенскую газету «Голос Нации» (словен. Narodni Glas), которая выходила в Нью-Йорке. В составе американской армии воевал на Западном фронте в Первую мировую войну. После войны работал журналистом и начал писать.
Все произведения Адамича основываются на его впечатлениях о его жизни рабочего в США в сравнении с крестьянской жизнью в Словении. В Америке он получил признание, в частности в 1934 году вышла его книга «The Native’s Return», ставшая бестселлером и адресовавшаяся режиму югославского короля Александра I. Именно из этой книги американцы получили представление о жизни на Балканах.

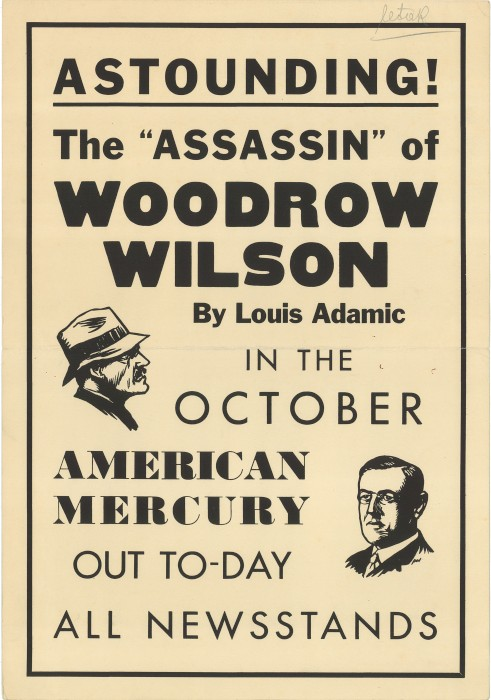
Постер лекции Адамича 1930 года

В 1932 году он получил престижный грант — стипендию Гуггенхайма. Во время Второй мировой войны он поддерживал освободительное движение Югославии. Он основал Комитет Южно-славянских Американцев, который поддерживал Тито. С 1949 года он являлся членом-корреспондентом Словенской Академии Наук и Искусств.
Начиная с 1940-х годов Адамич являлся редактором журнала Common Ground.
В книге «My Native Land» (1943) пытался обелить преступления фашистского режима хорватов-католиков против православных сербов, оспаривал приводимые факты антисербского террора.

### Смерть
Измученный всё ухудшающимся состоянием здоровья, Адамич застрелился в своём доме в Милфорде, штат Нью-Джерси, 4 сентября 1951 года. Его смерть пришлась на политически напряжённый период истории Югославии, поэтому в прессе появились спекуляции о том, что его смерть могла быть организована Балканскими экстремистами, но никаких подтверждений этим слухам опубликовано не было.

### Наследие
Согласно утверждению Джона МакАлера, автора получившей премию Эдгара биографии Рекса Стаута (англ. Rex Stout: A Biography, (1977), именно влияние Адамича заставило Рекса Стаута сделать его вымышленного сыщика Ниро Вульфа родом из Черногории, которая в то время входила в состав Югославии. Стаут и Адамич были друзьями, и Стаут выражал своё недоумение обстоятельствами смерти Адамича. Так или иначе, в 1954 году Стаут опубликовал роман «Чёрная гора» (англ. The Black Mountain), в котором Ниро Вульф возвращается на родину и расследует убийство своего старого друга.